# Brian Rosso
Brian Rosso, född 16 augusti 1987, är en argentinsk roddare.
Rosso tävlade för Argentina vid olympiska sommarspelen 2016 i Rio de Janeiro, där han slutade på 15:e plats i singelsculler.